# Conferència de Casablanca

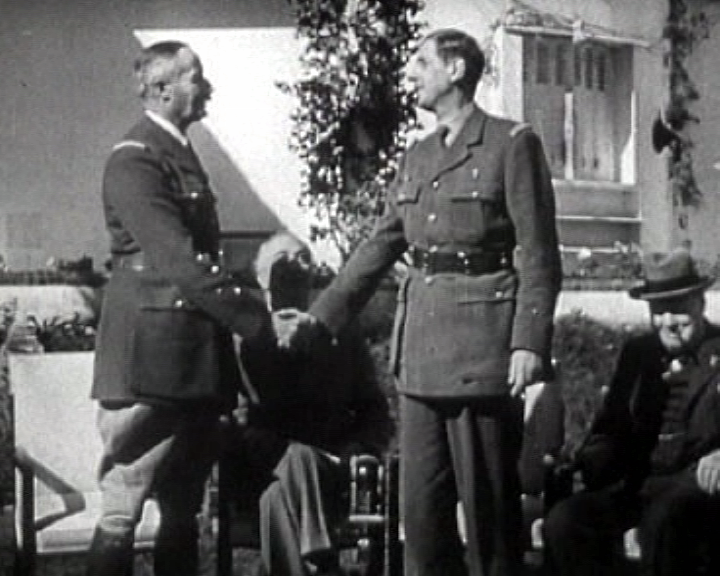
Els líders francesos Henri Giraud i Charles de Gaulle al costat de Roosevelt i Churchill en la conferència de Casablanca.

La Conferència de Casablanca (nom en clau SÍMBOL) o Conferència d'Anfa es va celebrar a Casablanca, al Marroc francès, del 14 al 24 de gener de 1943, per planificar l'estratègia europea aliada per a la següent fase de la Segona Guerra Mundial. Les principals discussions van ser entre el president nord-americà Franklin Roosevelt (amb el seu estat major) i el primer ministre britànic Winston Churchill (amb el seu estat major). Stalin no va poder-hi assistir. Les decisions clau van incloure el compromís d'exigir la rendició incondicional de les potències de l'Eix; plans per a una invasió de Sicília i Itàlia abans de la invasió principal de França; una intensa campanya de bombardeig estratègic contra Alemanya; i l'aprovació d'un pla de la Marina dels EUA per avançar cap al Japó a través del Pacífic central i les Filipines. L'últim article autoritzava la campanya al Pacífic, que va escurçar la guerra. De totes les decisions preses, la més important va ser la invasió aliada de Sicília, que Churchill va impulsar en part per desviar l'atenció nord-americana de l'obertura d'un segon front a França el 1943, una mesura que temia que es traduís en baixes aliades molt elevades i no ser possible fins al 1944.
També hi van assistir el sobirà del Marroc, el sultà Muhammad V, i en representació de les forces franceses lliures, els generals Charles de Gaulle i Henri Giraud, però aquests van tenir papers menors i no van formar part de la planificació militar. Joseph Stalin, secretari general del Partit Comunista de la Unió Soviètica, es va negar a assistir-hi, citant que la batalla de Stalingrad en curs requeria la seva presència a Moscou.
Roosevelt i Churchill van emetre la Declaració pública de Casablanca, que promulgava la política de "rendició incondicional". Aquesta doctrina va arribar a representar la veu unificada de la voluntat aliada i la determinació que les potències de l'Eix es lluitarien fins a la seva derrota definitiva.